# Domnin de Digne
Pour les articles homonymes, voir Saint Domnin.
Né en Afrique du Nord, Domnin de Digne fut un fervent chrétien qui parti prêcher dans les Alpes. Il fit le plus de conversion à Digne-les-Bains, et participa à l'évangélisation de la vallée de l'Ubaye. Il est considéré comme le premier évêque de Digne (épiscope). Mort en 379, il a été canonisé par l'Église catholique, et il est fêté le 13 février.

## Biographie
Après avoir participé au concile de Rome de 313, réuni principalement pour juger les donatistes, Domnin fut envoyé par le pape Miltiade évangéliser le Sud des Alpes avec deux  congénères Marcellin et Vincent, ainsi qu'Eusèbe, natif de Sardaigne. 
Ils commencèrent à prêcher l'Évangile aux habitants du versant italien des Alpes, depuis les rivages de la mer jusqu'à Vercelli, où saint Eusèbe fut choisi comme évêque et où ils se séparèrent.  
En 314, à la suite du concile d'Arles, Domnin, Marcellin et Vincent prêchèrent assidument de Nice jusqu'à Embrun. Marcellin en devint le premier évêque, tandis que Domnin s'établit à Digne avant que Vincent ne lui succède en 380.  
De 380-384, Saint Domnin et saint Vincent de Digne, premiers évêques de Digne. Ils étaient berbères d'Afrique du Nord et faisaient partie avec saint Marcellin d'une des premières équipes missionnaires envoyées pour évangéliser la Provence.  